# Али, Хуссейн (футболист, 2002)
Хуссе́йн Али́ (швед. Hussein Ali; 1 марта 2002, Мальмё, Швеция) — шведский и иракский футболист, защитник сборной Ирака.
Али родился в Швеции в семье выходцев из Ирака.

## Клубная карьера
Али — воспитанник клуба «Мальмё» из своего родного города. В 2019 году Хуссейн подписал первый профессиональный контракт с «Эребру». 21 сентября в матче против «Норрчёпинга» он дебютировал в Аллсвенскане.
19 июля 2022 года перешёл в нидерландский «Херенвен», подписав с клубом трёхлетний контракт.

## Международная карьера
В 2019 году в составе юношеской сборной Швеции Али принял участие в молодёжном чемпионата Европы в Ирландии. На турнире он сыграл в матче против команды Нидерландов, Франции и Англии.
В августе 2023 года он официально перешёл на сторону Ирака и впервые был вызван в национальную сборную на Кубок Короля 2023 года.